# AT Mineral Processing
AT Mineral Processing ist eine Fachzeitschrift über Entwicklungen und Problemlösungen in der mechanischen Verfahrenstechnik für mineralische Rohstoffe. Alle Prozessstufen, z. B. Zerkleinerung und Agglomeration, Sieben und Klassifizierung, Materialtransport und -lagerung werden sowohl technisch als auch wirtschaftlich diskutiert. Es werden zwei verschiedene Ausgaben herausgegeben: AT Mineral Processing Europe erscheint zweisprachig in Deutsch und Englisch. AT Mineral Processing Worldwide ist eine fünfmal  jährlich erscheinende, rein englischsprachige Ausgabe. 

## Inhalt
Schwerpunkte sind internationale Fachbeiträge aus dem Bereich Bergbau und Gewinnung (Erze, Kali und Salz, Düngemittel), Gewinnung und Verarbeitung von nichtmetallischen Mineralien, Sand- und Kieswerken, anderen verarbeitenden Industrien (Zement, Kalk und Gips) und Bauschuttrecyclinganlagen. Zusätzlich wird über Innovationen, Unternehmen, Messen, Fachveranstaltungen, Sachbücher und Personalien aus der Branche berichtet.

## Sonderausgaben
Einmal jährlich erscheinen die Sonderausgaben AT Screening Technology und AT Crushing Technology.
Die AT Crushing Technology bietet einen Überblick über alle stationären und mobilen Brecheranlagen, die in den verschiedenen Anwendungsbereichen in der Gewinnung und Aufbereitung mineralischer Stoffe eingesetzt werden. 
Die AT Screening Technology bietet einen Überblick über alle Siebanlagen, die für die verschiedenen Anwendungen zur Verfügung stehen. Beide Supplements erscheinen einmal jährlich. 